# Estepona
Estepona è un comune spagnolo di 67.012 abitanti situato nella comunità autonoma dell'Andalusia.

## Geografia
Situata nella parte occidentale della Costa del Sol, la cittadina di Estepona ha un territorio comunale di più di 130 km² che comprendono 21 km di costa e si estendono all'interno fino alle alture della Sierra Bermeja che arrivano fino a 1.400 m s.l.m.